# Stazione di Uji (JR West)
La stazione di Uji (宇治駅?, Uji-eki) è una stazione ferroviaria della città di Uji, nella prefettura di Kyoto in Giappone. La stazione è servita dalla linea Nara della JR West, ed è dotata di 4 binari passanti in superficie.

## Linee e servizi

### Treni
JR West
■ Linea Nara

## Struttura
La stazione è costituita da due marciapiedi a isola con quattro binari passanti in superficie. 
| 1-2 | ■ Linea Nara | per Kyoto       |
| 3-4 | ■ Linea Nara | per Kizu e Nara |

## Stazioni adiacenti
| «             | Servizio                | »             |
| Linea JR Nara | Linea JR Nara           | Linea JR Nara |
| ------------- | ----------------------- | ------------- |
| Ōbaku         | Locale                  | JR Ogura      |
| Rokujizō      | Rapido Rapido sezionale | JR Ogura      |
| Rokujizō      | Rapido Miyakoji         | Jōyō          |